# Less Than Jake
Less Than Jake est un groupe de ska punk américain, originaire de Gainesville, en Floride. Formé en 1992, le groupe comprend Chris DeMakes (chant, guitare), Roger Lima (chant, basse), Vinnie Fiorello (batterie, paroles), Buddy Schaub (trombone) et Peter « JR » Wasilewski (saxophone). Le groupe publie son premier album, Pezcore, en 1995, suivi par une série de singles indépendants. Les deux albums suivants, Losing Streak (1996) et Hello Rockview (1998), sont publiés au label Capitol Records, les popularisant ainsi significativement. Le cinquième album du groupe, Anthem (2003), est le mieux vendu en date, et comprend les singles She's Gonna Break Soon et The Science of Selling Yourself Short.
En 2008, le groupe lance son propre label, Sleep It Off Records, et publie son septième album, GNV FLA. Le groupe annoncera ensuite sa préférence pour les EP, et édite indépendamment Greetings from Less Than Jake (2011) et Seasons Greetings from Less Than Jake (2012). À la fin de 2012, mêle ses deux albums pour en faire une compilation, Greetings and Salutations (2012). Leur huitième album studio, See the Light, est publié le 12 novembre 2013. Ils annonceront un nouvel EP, Sound the Alarm pour 2017 au label Pure Noise Records.

## Biographie

### Débuts (1992–1995)
Avant Less Than Jake, le chanteur et guitariste Chris DeMakes, le batteur Vinnie Fiorello, et le bassiste Shaun Grief menaient un autre groupe local appelé Good Grief pendant leurs études à Port Charlotte, en Floride. Good Grief se sépare après le départ de DeMakes pour l'Université de Floride. Le 13 juillet 1992, Less Than Jake est formé. Grief emménage à New York (il reviendra plus tard comme roadie du groupe), DeMakes et Fiorello commencent à écrire des chansons chaque weekends avant que Fiorello ne se joigne à DeMakes à l'Université de Floride.
En 1993, le groupe recrute sa première joueuse de cuivre, Jessica Mills, et publie son premier 7", Smoke Spot. Peu après, ils sont rejoints au trombone par Buddy Schaub. Ils publient un premier EP, Better Class of Losers, participent à des compilations, et publient plusieurs vinyles qui paraitront dans la compilation Losers, Kings, and Things We Don't Understand (1995), avant que Mike Park n'accepte de publier leur premier album, Pezcore; au label Dill Records. Avant leur tournée américaine en juin 1995 avec Skankin' Pickle, Schaub prévoit déjà de traverser l'Europe avec ses amis. Le groupe le remplace temporairement avec le saxophoniste Derron Nuhfer. Derron devient finalement membre permanent en août 1995.

### Losing StreaketHello Rockview(1996–1999)
Peu après la sortie de Pezcore, le groupe signe au label Capitol Records. Le groupe débute chez cette major avec l'album Losing Streak en 1996. L'album comprend des chansons telles que Johnny Quest Thinks We're Sellouts, Jen Doesn't Like Me Anymore, et Automatic. Après le Vans Warped Tour de 1997, la saxophoniste Jessica Mills et les autres membres s'accordent sur son renvoi. Elle est remplacée par le tromboniste Pete Anna en janvier 1998 (le tromboniste Lars Nylander jouera à la fin de 1997). À cette période, Vinnie Fiorello lance son propre label, Fueled by Ramen, avec son ami John Janick. En 1997, le groupe embarque pour la tournée Caffeine Nation Tour avec The Descendents, Guttermouth, et Handsome.
En 1998 sort l'album Hello Rockview qui comprend le morceau History of a Boring Town qui se classe dans le top 40 du Billboard. Deux titres du groupe, All my Best Friends are Metalheads et Sugar in Your Gas Tank, apparaissent dans le jeu vidéo Street Skateur sorti en 1998 sur PlayStation.

### Borders and BoundariesetAnthem(2000–2004)
Après avoir enregistré Borders and Boundaries, le groupe décide de signer au label Fat Wreck Chords. En septembre 2000, le groupe publie donc Borders and Boundaries, et participent à la tournée nord-américaine de Bon Jovi. L'album comprend des singles comme Look What Happened et l'hymne Gainesville Rock City. Derron Nuhfer quitte le groupe pour rejoindre Gunmolln puis Escape Grace, et Less Than Jake le remplace par le saxophoniste Pete Wasilewski. En 2001, le groupe tourne aux États-Unis avec New Found Glory, Anti-Flag, et les Teen Idols. En 2002, Less Than Jake tourne avec Bad Religion et Hot Water Music, puis part en Europe. Less Than Jake réédite sa compilation Goodbye Blue and White, qui comprend des 7" datant d'entre 1996 et 2001. Le titre de l'album 'inspire du nom de leur bus de tournée. Pour célébrer les dix ans du groupe, Pezcore est réédité, et leurs premiers 7", Smoke Spot, Pez Kings, Unglued, et Rock-n-Roll Pizzeria, sont également réédités chez Cereal Box.
Less Than Jake revient chez une major et publie l'album Anthem en 2003 aux labels Warner Bros./Sire Records. Placé 45e du Billboard 200, l'album comprend trois singles à succès : She's Gonna Break Soon, The Science of Selling Yourself Short, et The Brightest Bulb Has Burned Out (avec Billy Bragg) classé dans le Top 40 britannique. L'actrice Alexis Bledel, connue pour jouer Rory Gilmore dans Gilmore Girls participe au clip de She's Gonna Break Soon. Le groupe passe le restant de l'année à tourner en soutien à l'album avec une participation au Vans Warped Tour et aux côtés de Fall Out Boy, Yellowcard, et Bang Tango à la fin 2003. Le groupe publie B Is for B-sides en juillet 2004.

### In with the Out CrowdGNV FLA(2005–2009)

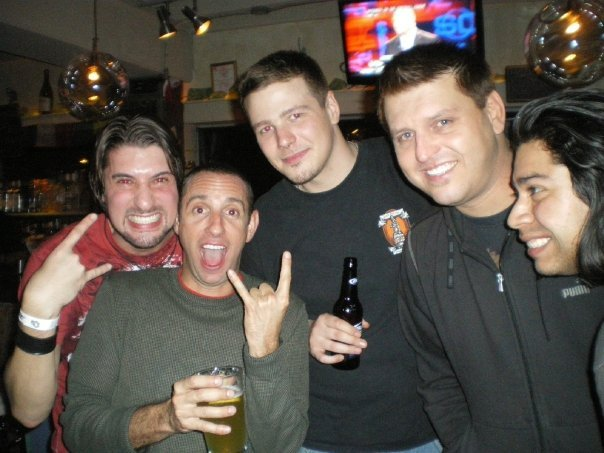
Buddy (deuxième en partant de la gauche) et Chris (deuxième en partant de la droite) de Less Than Jake avec des fans à Asbury Park en novembre 2009.

En février 2007, Less Than Jake joue six concerts en Floride et en Californie. Le 21 mai 2007, Vinnie Fiorello annonce la séparation du groupe avec Sire Records et Warner Brothers. Less Than Jake signera pour l'Europe avec le label Cooking Vinyl.
En été 2007, Less Than Jake embarque pour la tournée Shout It Loud Tour avec Reel Big Fish et soutenu par Streetlight Manifesto et Against All Authority.

### See the Light(depuis 2010)
Le 7 juillet 2010, le groupe annonce de nouveaux enregistrements. Le 12 octobre 2010, ils publient TV/EP, qui comprend 16 reprises de thèmes télévisés, dont le premier se révèle être celui des Animaniacs. Le groupe jouera à Tavares, en Floride, avec les Supervillains. Le 20 juin 2011, le groupe publie un EP, Greetings from Less Than Jake, publié en ligne et vendu au Warped Tour 2011. Le 16 février 2012, Less Than Jake publie une suite à l'EP, Seasons Greetings from Less Than Jake. Le groupe annonce la réédition de ces deux EP, avec deuc chansons inédites, pour un nouvel album intitulé Greetings and Salutations from Less Than Jake, publié en octobre 2012 chez Fat Wreck Chords, qui publiera Borders and Boundaries. Le 17 avril 2013, Less Than Jake annonce sur Facebook son retour au label Fat Wreck Chords et un nouvel album en fin d'année. Le 9 août, le single-titre, la liste des titres et la date de sortie sont annoncés, et See the Light est publié le 12 novembre 2013.
Le 29 juillet 2016, au Vans Warped Tour, Peter « JR » Wasilewski fait l'annonce d'un nouvel album prévu pour 2017. Less Than Jake jouera avec le groupe Pepper en janvier et février 2017 en soutien à l'EP Sound the Alarm.

## Membres

### Membres actuels
- Chris Demakes - chant, guitare (depuis 1992)
- Vinnie Fiorello - batterie (depuis 1992)
- Roger Manganelli - basse, chant (depuis 1992)
- Buddy Schaub - trombone (depuis 1993)
- Peter « JR » Wasilewski - saxophone (depuis 2000)

### Anciens membres
- Jessica Mills - saxophone (1993–1998)
- Derron Nuhfer - tenor, saxophone barriton (1995–2000)
- Pete Anna - trombone (1998–2001)
- Vinnie Fiorello - batterie (1992 - 2018)

## Discographie

### Albums studio
- 1995 : Pezcore
- 1996 : Losing Streak
- 1998 : Hello Rockview
- 2000 : Borders and Boundaries
- 2003 : Anthem
- 2006 : In With the Out Crowd
- 2008 : GNV FLA
- 2013 : See the Light

### Albums live
- 1999 : Bootleg a Bootleg, You Cut Out the Middleman
- 1999 : Live from Uranus
- 2011 : Losing Streak: Live
- 2011 : Hello Rockview: Live
- 2016 : Live from Astoria (London, England - April 18th 2001)

### EP
- 1995 : Making Fun of Things You Don't Understand
- 1997 : Greased
- 1999 : Pesto
- 2005 : B Is for B-sides (Remixed)
- 2006 : Absolution for Idiots and Addicts
- 2010 : TV/EP
- 2011 : Greetings from Less Than Jake
- 2012 : Seasons Greetings from Less Than Jake

### Compilations
- 1995 : Losers, Kings, and Things We Don't Understand
- 1999 : The Pez Collection
- 2002 : Goodbye Blue and White
- 2004 : B Is for B-sides
- 2012 : Greetings and Salutations from Less Than Jake